# معادن کرومیت افغانستان
معادن سنگ کرومیت در حصص مرکزی قرار داشته ولایت‌های مانند وردک خوست لوگر کابل پروان دارای معادن متعدد این سنگ میاشد. این معادن از شمال به طرف جنوب در یک ساحه وسیع وجود دارد. اوسط فیصدی کروم در سنگ کرومیت افغانستان ۳۵ درصد و آهن ۸ درصد می‌باشد.

## جیولوژی افغانستان در ارتباط با معادن کروم
افغانستان دارای زمین‌شناسی مغلق می‌باشد عمده‌ترین دلایل آن موقعیت آن در محل اتصال بین نیم قاره هند و اوراسیا می‌باشد. درست حدود ۲۵۰ میلیون سال قبل این خطه از پارچه‌های سوپر کانتینتل گندوانا جدا گردیده با قاره اروپا و پارچه فردا (هرات) پارچه هلمند پارچه کابل و نیم قاره هند پیوست گردیده منطقه عجیب غریب را الی امروز تشکیل داده‌است. با تشکیل کوه‌های پامیر هندوکش هیمالیا و ارتفاعات مقدار مواد معدنی بیشتر گردیده در اثر فشار و برودت هوا و آبریزی معادن کانی و رسوبی بیشتر نصیب این کشور گردیده‌است. از جمله این مواد معدنی معادن کرومیت می‌باشد. این سنگ بیشتر در مناطق جنوب و جنوب شرق و مرکزی افغانستان یافت می‌شود.

## تاریخچه کشف معادن کرومیت
معادن کروم لوگر در سال ۱۹۵۰ توسط دانشمند جیولوژی بنام وایلون کشف گردید. در سال ۱۹۵۵ جیولوجست بنام هنگر دو معدن کروم را در لوگر کشف نمود. متعاقباً شخص دیگری بنام سایبدرت ۱۸ محل را که دارای سنگ کروم می‌باشد شناسایی نموده و نقشه آن را ترتیب نمود.
در سال ۱۹۸۰ شخص بنام عبداله ۱۵۵ منطقه که حاوی کرومیت در کشور است شناسایی نمود. پس ازآن جیولوجستهای روسی در مناطق مختلف معادن کروم را شناسایی نموده از آن نقشه‌برداری نمودند.
در زمان سلطنت محمد ظاهر شاه و صدارت محمد موسی شفیق در مورد فروش کرومیت لوگر به پاکستان مذاکره گردید. مسئله فروش کرومت به عکس‌العمل تند و اعتراض شدید متخصصان و انجنیران وزارت معادن و صنایع آن وقت روبرو گردید که در نتیجه موضوع فروش کرومیت ساکت و به خاموشی گراییده شد.
در وقت حکومت طالبان مقدار قابل ملاحظه‌ای کرومیت ولسوالی محمدآغه لوگر از طرف وزیر معادن و صنایع آن وقت تحت یک معامله مخفی به کشور پاکستان قاچاق گردیده و پول آن را شخص وزیر معادن و صنایع آن وقت حیف و میل نموده که به این ارتباط پرونده نسبتی آن نیز موجود است.
اکنون معادن کرومیت در چندین مناطق مانند خوست لوگر ننگرهار کنر منطقه فرنیجل غوربند ولایت پروان، قندهار و غیره وجود دارد. معادن سنگ کرومایت به مقادر کوچک و بزرگ در چند نقطهٔ ولایت میدان وردک نیز وجود دارد که از جمله مناطق معادن سرخ بیدک، منطقهٔ بادام ولسوالی نرخ، آبدره نرخ، منطقه چغری نرخ، ده پاک نرخ، لویه آبدره نرخ، تیتمور میدان شهر، منطقهٔ منگلی ولسوالی سیدآباد، هفت آسیاب سیاب، نوری سیدآباد، ولسوالی بهسود، چلیپکام تنگی، و معدن دوست قول ولسوالی بهسود، یادآوری کرده می‌توانیم.

## خواص کروم
کروم Crr یک فلز طبیعی به رنگ سیاه جلادار می‌باشد. این عنصر در طبیعت به‌شکل آزاد یافت نشده بلکه بیشتر با مرکبات مانند آهن و مگنیزم یافت می‌شود که بنام سنگ کرومیت یا کرومایت یاد می‌گردد. کرومیت یگانه سنگ معدنی کروم است. کروم سنگ است که در ذوب آهن بکار رفته برای آهن مقاومت می‌دهد. هم‌اکنون این سنگ دیوانه‌وار روزانه با ظرفیت ۲۰۰ هزار تن از ولایت لوگرو خوست استخراج شده به پاکستان قاچاق می‌شود.

## معادن کرومیت محمد آغه ولایت لوگر
این معدن در ولسوالی محمد آغهٔ ولایت لوگر موقعیت قرار دارد. ذخیرهٔ کرومیت محمد آغه لوگر ۱۸۰ هزار تن بوده و یک ذخیرهٔ متوسط محسوب می‌گردد؛ لذا حفظ و نگهداشت آن برای صنعتی ساختن آیندهٔ کشور اهمیت حیاتی و ضرورت جدی و مبرم است. این معادن به طول ۶۵ کیلومتر و عرض ۴۵ کیلومتر شمال و جنوب قرار گرفته‌است. قسمت فوقانی این معادن با ضخامت ۲٬۸۰۰ متر و قسمت پائینی آن با ضخامت ۲٬۴۰۰ در بعضی ساحات ضخامت آن الی ۵۰ متر می‌رسد. مقدار درصدی کروم این معادن ۳۵ درصد بوده باقی ۸ درصد آهن و دیگر عناصر می‌باشد.
این معادن اغلب اوقات تحت چپاول غارتگران قرار دارد. مقدار قابل ملاحظهٔ کرومیت این معدن به فابریکهٔ ذوب‌آهن پاکستان قاچاق گردیده و از آن در فولادسازی آن فابریکه و سایر صنعت‌های فلز کاری استفاده می‌شود و از همین جهت معدن مذکور اهمیت استراتژیکی را نیز دارا می‌باشد.
برای انکشاف صنعتی آیندهٔ افغانستان به خصوص در صنعت فولادسازی فابریکهٔ آهن معدن آهن حاجیگک بامیان به کرومیت اشد ضرورت می‌باشد؛ لذا جلوگیری از غارت و چپاول آن یک امر لازمی و ضروری می‌باشد که در این مورد مقام‌های مربوط مسؤولیت ملی و قانونی دارند.

## معادن کرومیت کوه صافی ولایت کابل
این معادن از کوه صافی شروع گردیده الی مناطق پیک سرپوخی غر ولایت پروان ادامه دارد. سنگ‌های این معادن به اندازه ۲۰–۳۰ متر عرض یا طولاً می‌رسد. تا اکنون چندان تحقیق کامل در مورد این معادن صورت نگرفته‌است.

## معادن کرومیت ولایت خوست
این معادن در منطقهٔ سپارکی یعنی طرف غرب تیره غری ناحیهٔ سرحدی ولایت خوست قرار دارد. به تعداد ۱۰ عدد سنگ خیلی بزرگی از کرومیت درین منطقه وجود دارد. طول هر سنگ ۱۱۰ متر با عرض ۱–۱۰ می‌باشد. ترکیب کیمیاوی این معادن ۴۳٫۱۱ الی ۵۳٫۴۸٪ کروم (Cr2O3) و مقدار آهن آن از ۵٫۵۷ الی ۷٫۲۳٪ می‌رسد. درین مناطق ۳۴ محل شناخته شده از سنگ کرومیت وجود دارد. طول سنگ کرومیت این محلات از ۳–۴۰ متر ضخامت آن ۰٫۲ الی ۰٫۴ می‌باشد. فیصدی کومیت این سنگ‌ها ۴۴٫۳۶ درصد ظرفیت مجموعی آن به ۴۰۰۲ تن می‌رسد.

## اهمیت کروم FeO.Cr2O3
این فلز زنگ نمی‌زند. نقطهٔ ذوبان این فلز ۲۱٬۳۰۰ درجهٔ سانتی‌گراد می‌باشد. معمولاً با آهن و مگنیزیم یکجا یافت می‌شود. از این لحاظ فابریکه‌های ذوب‌آهن از مخلوط نمودن کروم با آهن برای آهن قوت مقاومت را می‌دهند. طور عموم فابریکه‌های ذوب فلزات از کرومیت غرض صنایع متالوژی، کیمیاوی و مقاوم گردیدن فلزات استفاده می‌نمایند. از این لحاظ خدا پاکستان را داد تا این فلز را از دزدان افغانستان به قیمت ارزان خریداری نماید.

## ویدوی قاچاق سنگ کرومیت محمد آغه لوگر
این ویدو توسط افغان پالیسی تهیه و در یوتیوب بارگذاری شده‌است.

## مقاله‌هایی که با این مقاله رابطه دارد.
۱. معادن افغانستان
۲. وزارت معادن افغانستان
۳. منابع طبیعی افغانستان